# قلعه ایچیئوجی
قلعه ایچیئوجی (به ژاپنی: 一宇治城, Ichiuji-jō) یک قلعه ژاپنی است که در هیوکی، کاگوشیما، استان کاگوشیما، ژاپن قرار داشت. این قلعه به خاندان ایجواین و خاندان شیمازو تعلق داشته‌است.